# جمهورية كازاخستان الاشتراكية السوفيتية
جمهورية كازاخستان الاشتراكية السوفيتية (بالكازاخية: Қазақ Кеңестік Социалистік Республикасы، بالروسية: Казахская Советская Социалистическая Республика) كانت إحدى جمهوريات الاتحاد السوفيتي، أُنشئت في عام 1936 على أعقاب الجمهورية الكازاخية الاشتراكية السوفيتية ذاتية الحكم. بمساحة تساوي 2,717,300 كيلومتر مربع، كانت تعتبر ثاني أكبر الجمهوريات السوفيتية من حيث المساحة. عاصمتها هي ألما أتا وتعرف اليوم باسم ألماتي. وفي العصر الحالي تقوم جمهورية كازخستان مقام الجمهورية الكازاخية الاشتراكية السوفيتية سابقاً. وفي خلال فترة وجودها كان نظام الحكم فيها يقوم على أساس نظام الحزب الواحد الشائع في الأنظمة الشيوعية، حيث كان حزب كازخستان الشيوعي هو الحزب الوحيد الحاكم.

## التاريخ
تأسست في 26 أغسطس 1920 ، كانت تسمى في البداية جمهورية قيرغيزستان الاشتراكية السوفيتية المستقلة وكانت جزءًا من الاتحاد السوفيتي في 15-19 أبريل 1925 ، تم تغيير اسمها إلى فيما بعد كازاخستان وفي 5 ديسمبر 1936 تم ترقيتها إلى وضع جمهورية على مستوى الاتحاد ، جمهورية كازاخستان الاشتراكية السوفيتية.
في 19 فبراير 1925 ، تم تعيين فيليب غولوشيكين السكرتير الأول للحزب الشيوعي في جمهورية كازاخستان الاشتراكية السوفيتية المستقلة حديثًا. من عام 1925 إلى عام 1933 ، أدار اتحاد الجمهوريات الاشتراكية السوفيتية الكازاخستانية دون أي تدخل خارجي تقريبًا. لعب دورًا بارزًا في بناء خط سكة حديد تركستان - سيبيريا ، الذي تم إنشاؤه لفتح الثروة المعدنية لكازاخستان.
بعد أن أمر جوزيف ستالين بالتجميع القسري للزراعة في جميع أنحاء الاتحاد السوفيتي ، أمر غولوشيكين بإجبار السكان الرحل إلى حد كبير في كازاخستان على الاستقرار في المزارع الجماعية. تسبب هذا في المجاعة الكازاخستانية القاتلة في الفترة من 1930 إلى 1933 في كازاخستان والتي قتلت ما بين مليون ومليوني شخص. [3]
في عام 1937 ، بدأت أول عملية ترحيل كبرى لمجموعة عرقية في الاتحاد السوفيتي ، وهي إبعاد السكان الكوريين من الشرق الأقصى الروسي إلى كازاخستان. تم إعادة توطين أكثر من 170 ألف شخص قسراً.
مر أكثر من مليون سجين سياسي من أجزاء مختلفة من الاتحاد السوفيتي عبر معسكر العمل الإصلاحي في كاراجندا بين عامي 1931 و 1959 ، مع عدد غير معروف من الوفيات.

## الجغرافيا
تغيرت التقسيمات الإدارية لها عدة مرات في تاريخها.
في عام 1928، تم القضاء على المناطق الإدارية الموروثة من جمهورية قرغيزستان السوفيتية واستبدالها بـ 13 أوكروغ وغارات.
في عام 1932 ، تم تقسيم الجمهورية إلى ستة أقاليم جديدة أكبر. وشملت هذه:
- أكتيوبنسك أوبلاست (العاصمة: أكتيوبنسك )
- ألما آتا (العاصمة: ألما آتا )
- شرق كازاك أوبلاست (العاصمة: سيميبالاتينسك )
- كاراجاندا أوبلاست (العاصمة: بتروبافلوفسك )
- جنوب كازاك أوبلاست (العاصمة: شيمكنت )
- غرب كازاك أوبلاست (العاصمة: أورالسك )
- في 31 يناير 1935 تم اضافة اقليم كاركارانسك أوكرج.

## الاقتصاد
مع بداية الحرب العالمية الثانية ، تم نقل العديد من المصانع الكبيرة إلى جمهورية كازاخستان الاشتراكية السوفيتية.
تم هنا أيضًا بناء موقع سيميبالاتينسك للتجارب النووية وبايكونور كوزمودروم.
بعد الحرب ، بدأت حملة الأراضي العذراء عام 1953. قادها نيكيتا خروتشوف بهدف تطوير الأراضي الشاسعة للجمهورية والمساعدة في زيادة المحاصيل الزراعية السوفيتية. ومع ذلك ، لم تنجح الحملة كما وعدت ، تم التخلي عنها في نهاية المطاف في الستينيات

## النشاط البشري

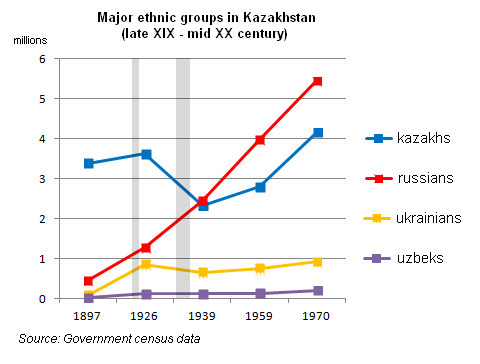
عدد السكان

وفقًا لإحصاء عام 1897 ، وهو أول تعداد تم إجراؤه في المنطقة ، شكل الكازاخ 81.7٪ من إجمالي السكان (3392.751 نسمة) داخل أراضي كازاخستان المعاصرة. كان عدد السكان الروس في كازاخستان 454402 نسمة ، أو 10.95٪ من مجموع السكان. كان هناك 79573 أوكرانيًا (1.91٪) ؛ 55984 تتار (1.34٪) ؛ 55815 إيغور (1.34٪) ؛ 29564 أوزبكي (0.7٪) ؛ 11911 مولدوفا (0.28٪) ؛ 4888 دونغان (0.11٪) ؛ 883 2 تركمان ؛ 2613 ألمانيًا ؛ 2528 بشكير ؛ 651 يهوديًا ؛ و 1254 أقطاب

## أعلام
- نورهان سليمانوغلو
- سفيان عبد اللاييف
- أندري بوغومولوف
- سلمان هاشميكوف
- مختار أبليازوف